# شونبرون (بادن)
شونبرون (به آلمانی: Schönbrunn) یک شهر در آلمان است که در راین-نکار-کرایس واقع شده‌است.